# Denise Ho
Pour les articles homonymes, voir Ho.
Denise Ho Wan-see, dite HOCC, est une chanteuse cantopop et rock, actrice, militante hongkongaise LGBT et militante canadienne pour la démocratie, née le 10 mai 1977 à Hong Kong. En tant que chanteuse, elle a acquis dans les années 2000 une notoriété forte sur la scène hongkongaise et chinoise. Elle a été une des premières artistes à faire son coming out. Mais depuis 2014, elle fait l'objet de critiques de la part de la presse favorable au régime en place pour ses prises de position pro-démocratiques, et un sponsor occidental arrête de travailler avec elle.

## Biographie

### 1977-2001
Denise Ho est née à Hong Kong en mai 1977 et y effectue son éducation primaire, à l'école diocésaine des filles. Elle émigre avec sa famille à Montréal, au Québec, à l'âge de onze ans, où elle étudie  au collège Jean de la Mennais, puis continue au collège Jean-de-Brébeuf pour un diplôme d'études collégiales en Arts et Communication. 

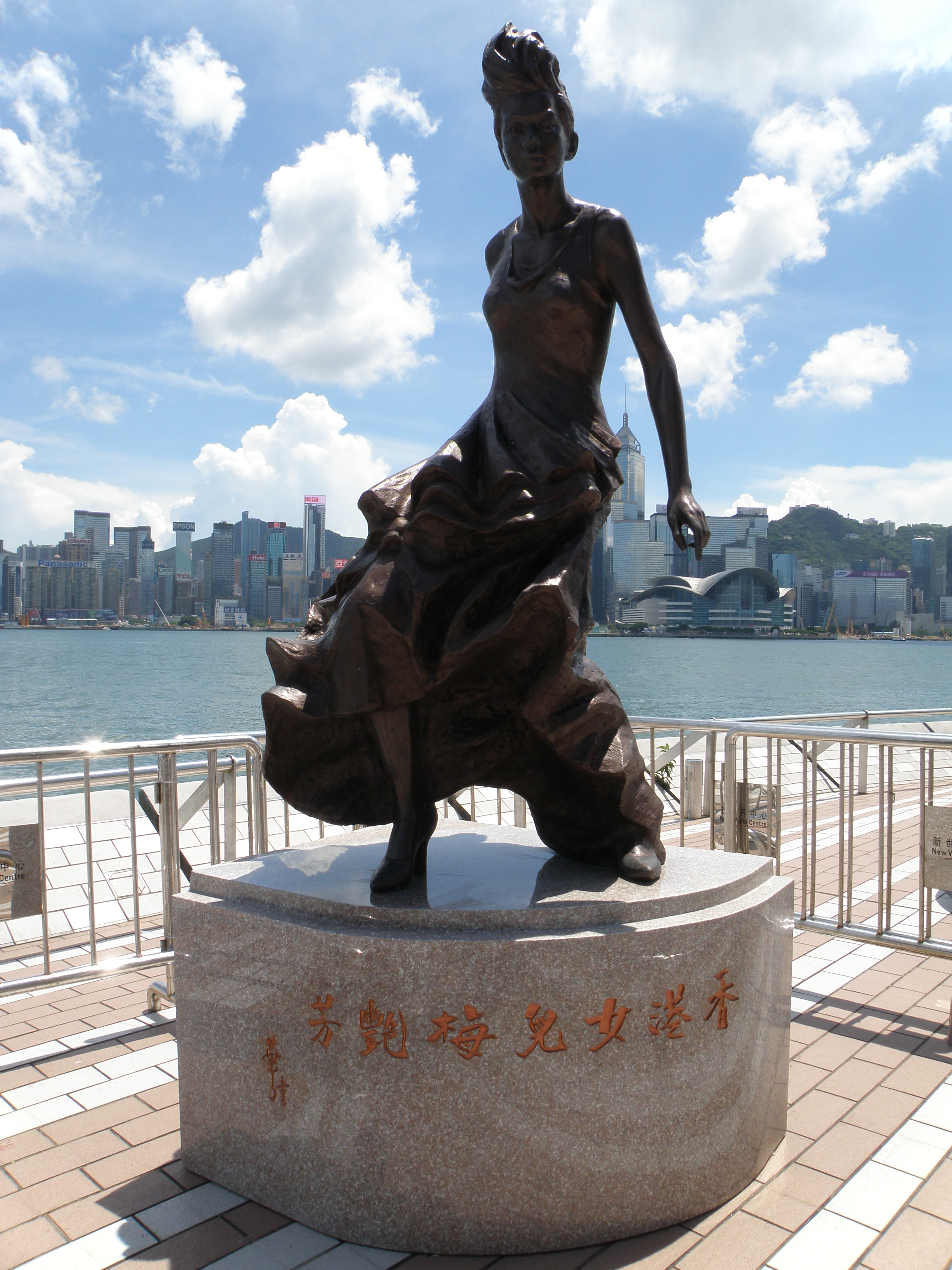
La statue en bronze d'Anita Mui à Hong Kong.

Sa carrière musicale est lancée en 1996, lorsqu'elle remporte le 15e concours des Nouveaux talents en chant à Hong Kong. Ce prix lui vaut non seulement un contrat d'enregistrement avec le label Capital Artists, mais aussi l'opportunité de travailler avec son idole d'enfance, Anita Mui, et d'apprendre le métier avec elle. Son premier EP, First., est produit 5 ans après cette victoire. Au cours de ses 5 ans, elle part en tournée avec Anita Mui et participe ou anime diverses émissions de télévision produites par la TVB. Ces années 1990 sont également une période charnière pour l'histoire de Hong Kong, avec, l'application au 1er juillet 1997 de l'accord sino-britannique de rétrocession de Hong Kong à la Chine, accompagné, théoriquement, du maintien sur le territoire de libertés inconnues en Chine continentale, en vertu d'un principe énoncé par Deng Xiaoping : Un pays, deux systèmes.

### 2002
Après le label Capital Artists, Denise Ho rejoint EMI en 2002. Elle fait équipe avec Ying C. Foo (英師傅) pour son premier  album EMI, hocc2. La chanson Angel Blues (天使藍), composé par elle, atteint les premières places des charts.
Un autre single de l'EP, Rosemary (露絲瑪莉), écrit par Wyman Wong, crée beaucoup de polémiques à l'époque, touchant le thème du lesbianisme. Cette chanson  marque également marqué le premier de ses titres sur un thème gay. Après le succès de Rosemary (露絲瑪莉), elle continue sur ce thème, avec une certaine ambiguïté, avec l'histoire de deux amoureux : le titre s'appelle Goodbye... Rosemary (再見...露絲瑪莉) dans son album Free love.
L'année 2002 est une année qui lui permet d'amplifier sa notoriété. Les deux singles Angel Blues (天使藍) et Goodbye... Rosemary (再見...露絲瑪莉) remportéent plusieurs prix  à Hong Kong,  notamment dans les CASH Golden Sail Music Awards (CASH金帆音樂獎), « Meilleure performance vocale pour une artiste féminine » pour la chanson Angel Blues.
Durant la même année, elle se voit décerner le titre de « Female Singer Bronze Award » dans les prix annuels de la radio commerciale de Hong Kong (叱吒樂壇流行榜頒獎典禮).

### 2003-2004
En 2003, Denise Ho enregistre un concert en live avec Andy Hui, qui fait également partie de ses jeunes artistes ayant appris leur métier dans le sillage de Anita Mui. Leur performance leur vaut les éloges de la critique. Plus tard dans l'année, Ho sort son deuxième album Dress Me Up!. Elle est créditée en tant que producteur de l'album, signifiant ainsi son contrôle sur cette réalisation musicale. En septembre 2003, son mentor, Anita Mui, annonce qu'elle est diagnostiquée du cancer du col utérin. Peu de temps après l'annonce, Anita meurt, le 30 décembre 2003.
Entre 2003 et 2004, elle assure l'émission musicale hebdomadaire, en live, de TVB, Jade Solid Gold. En 2004, elle apparaît dans le concert « Sammi vs Sammi » de Sammi Cheng travestie en admirateur de Sammi Cheng.

### 2004-2005
En septembre 2004, Denise Ho signe un contrat avec le label  East Asia Record Production Co., la société sœur de Amusic. L'album Glamour, qui rend hommage aux superstars des années 1980, est publié en janvier 2005. Il marque également le début d'une étroite collaboration entre Ho et le groupe hongkongais Green Mountain Orchestra. Elle devient par ailleurs ambassadrice 2005 d'une ONG, Orbis International, et visite Hainan en juillet. En septembre 2005, son album  Butterfly Lovers (梁祝下世傳奇) lui donne trois Numéro 1 en singles – Becoming a Butterfly (化蝶), Lawrence and Lewis (勞斯．萊斯) et Coffee in a Soda Bottle (汽水樽裡的咖啡), qui sont tous basés sur l'histoire de la Romance de Liang Shanbo et Zhu Yingtai. 
Ces singles lui permette de devenir « Female Singer Silver Award » dans les prix annuels de la  radio commerciale de Hong Kong (叱吒樂壇流行榜頒獎典禮).

### 2006-2007

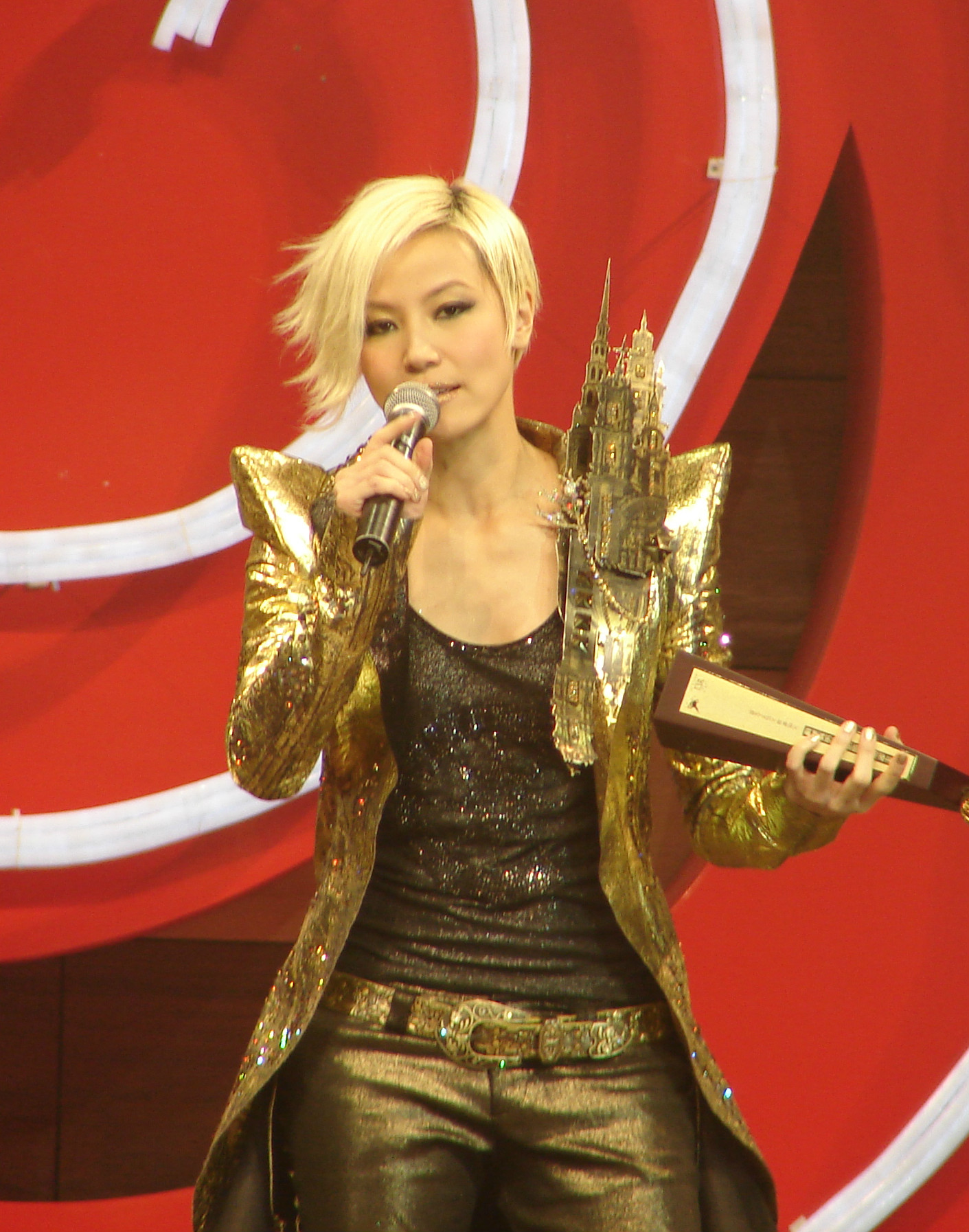
Denise Ho en 2007.

Denise Ho donne son premier concert au Hong Kong Coliseum, un spectacle intitulé « Vivre dans l'Unité 2006 » du 26 au 28 octobre 2006. Le concert a été un grand succès et a été positivement accueilli par le public. Ho a décidé d'organiser une deuxième concert, « Live in Unity 2007 (Vivre dans l'Unité en 2007) », les 19 et 20 janvier 2007. Son single, We stand as One, nommé dans la même logique que le spectacle, sort le 11 janvier 2007. Les enregistrements du concert sont diffusés en février 2007. Elle effectue ensuite une tournée, passant notamment par Toronto, au Canada et Atlantic City, aux États-Unis.
Ses succès lui font gravir un nouvel échelon dans les prix annuels de la radio commerciale de Hong Kong et devenir en 2006 la « Female Singer Gold Award » (叱吒樂壇流行榜頒獎典禮). Elle chante également une version chinoise de la chanson de Ayumi Hamasaki, Secret, connue sous le nom de Wounded City Secrett (傷城秘密) en 2006 pour le film Confession of Pain. Elle est encore en 2006 ambassadrice de l'ON Orbis International, et parcourt le Vietnam, . Elle constitue également commencé son propre organisme de bienfaisance.

### 2008-2013
En 2008, un nouvel album, Ten Days in the Madhouse (Dix Jours dans la maison de fous), est réalisé. Denise Ho souhaite sensibiliser, à travers cet album, aux problèmes de santé mentale. Ce projet est accompagné  d'un documentaire réalisé par Yan Yan Mak.
En 2009, elle organise un concert gratuit (une rareté à Hong Kong) appelé « Happiness is Free » dans la cour extérieure de l'école diocésaine des garçons (où son père est professeur). En juin, elle commence le tournage d'un sitcom de TVB intitulée O. L. Suprême avec Liza Wang. En juillet, elle sort une nouvelle chanson The Old Testament (舊約) et a annonce l'orgaisattion d'une série de concerts du 9 au 12 octobre de cette même année. À la suite de ces concerts, elle interprète un rôle dans une comédie théâtrale Man and Woman, War and Peace (男人與女人之戰爭與和平), dirigée par Edward Lam. Cette comédie est présentée du 13 au 16 novembre au Kwai Tsing Théâtre à Hong Kong.
En 2010, elle commence le tournage d'un  film, La Vie Sans Principe, réalisé par Johnnie To. Ce film est un polar hongkongais qui met en scène le secteur bancaire, les bulles immobilières et les mafieux et imbrique, pour ce faire, trois récits : le premier récit est consacré à une employée de banque qui, à la demande de sa hiérarchie, vend des produits financiers de plus en plus risqués à ses clients, le deuxième dépeint un flic coincé par l’endettement, le troisième un gangster qui veut boursicoter et sombre dans ces spéculations. Denise Ho est l'employée de banque, professionnelle mais rongée par la mauvaise conscience.
Elle est également présente à Taiwan pour le lancement d'une tournée avec des mini-concerts et des interviews sur l'île. En septembre, son album, en mandarin,  Nameless Poem (無名．詩) est officiellement publié à Taiwan et à Hong Kong. Des concerts ont lieu à Hong Kong, du 23 au 25 décembre 2010.
En 2011, elle est nommée pour la première fois lors de la 22e Annual Golden Melody Popular Music Awards dans la catégorie de la Meilleure artiste féminine, en mandarin. Même si elle n'obtient pas la récompense, cette nomination récompense les efforts et le temps passé à Taiwan l'année précédente. Elle lance une autre série de concerts à Taipei  en juin de cette année 2011.

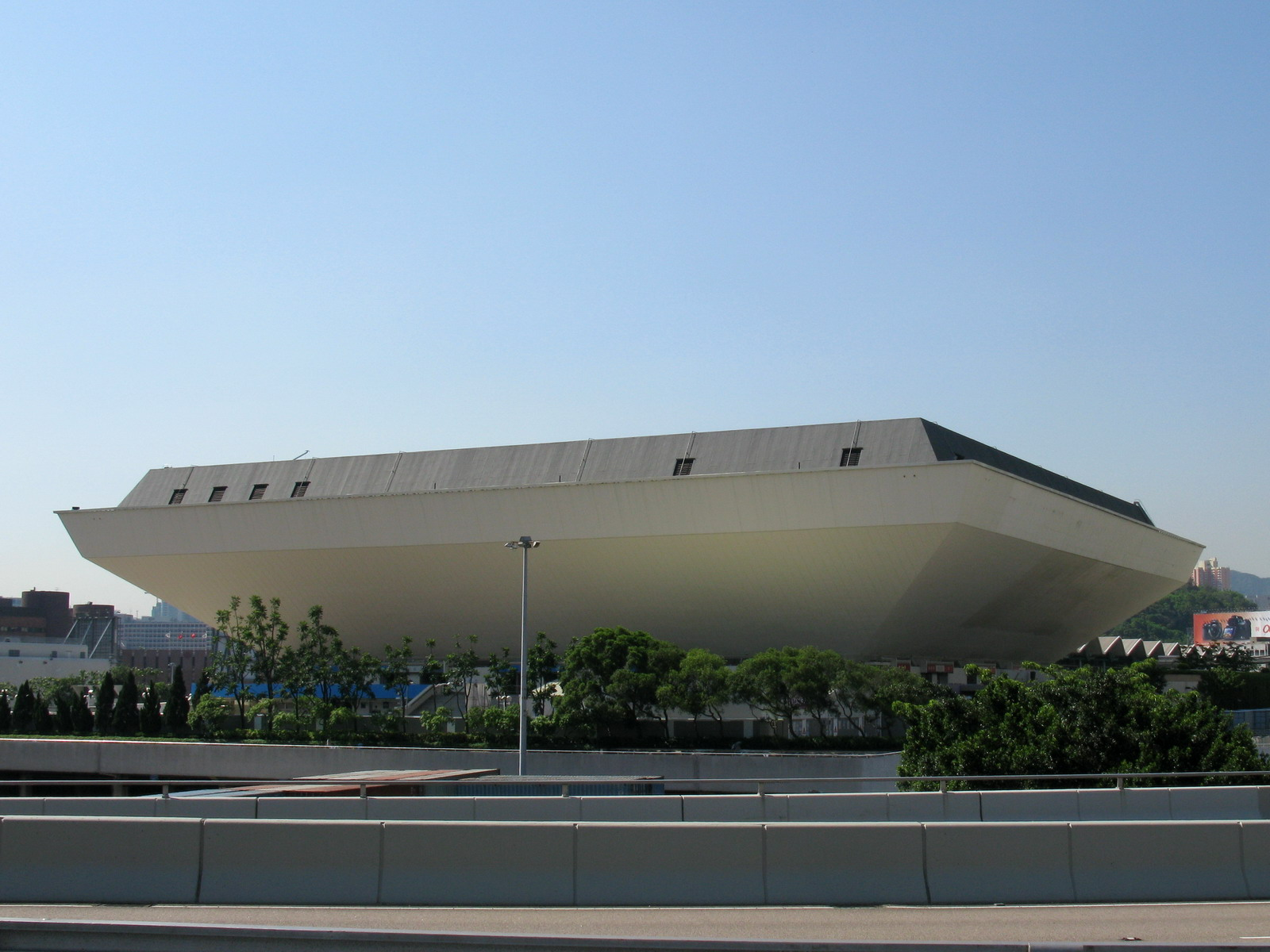
Le Hong Kong Coliseum.

Fin 2012, elle est nommée pour la première fois, lors de la 49e  Annual Golden Horse Awards dans la catégorie Meilleure actrice pour sa interprétation dans le film la Vie Sans Principe. En fin de compte, c'est Gwei Lun-Mei qui est récompensée.
En 2013, elle poursuit un travail de promotion  pour se faire connaître à Singapour, ainsi que dans plusieurs villes chinoises. Elle publie également son deuxième album en mandarin, Coexistence, dont le thème principal est l'acceptation des différences, entre les uns et les autres. L'album réalise de bonnes ventes à Hong Kong, en Chine Continentale, ainsi qu'à Taiwan, lavec au total plus de 30 000 exemplaires de vendus. Elle tient également son troisième grand concert, « Memento Live », au Hong-Kong Coliseum, à nouveau, du 19 au 21 octobre. Elle veut montrer au public à travers ce spectacle son évolution et sortir de son image de garçon manqué, initiale, être plus multiforme. Elle interprète également sur scène pour la première fois des titres de son ancien mentor, Anita Mui, morte dix ans plus tôt.

## Militantisme

### Les questions LGBT
En 2012, Denise Ho rend public son orientation sexuelle, par un coming out sur la scène du « Dare to Love », un événement du défilé annuel de la fierté (Pride Parade) à Hong Kong,. Elle se désigne  elle-même comme un «tongzhi», un terme chinois pour un homosexuel,. Elle est la première chanteuse de Hong Kong à faire un tel coming out. Depuis, elle s'implique dans une Big Love Alliance(大愛同盟), regroupant des organisations des droits civils militant pour une égalité des droits pour la communauté LGBT.
En 2014, elle tient une chronique pour le quotidien Apple daily.

### Militantisme pour la démocratie

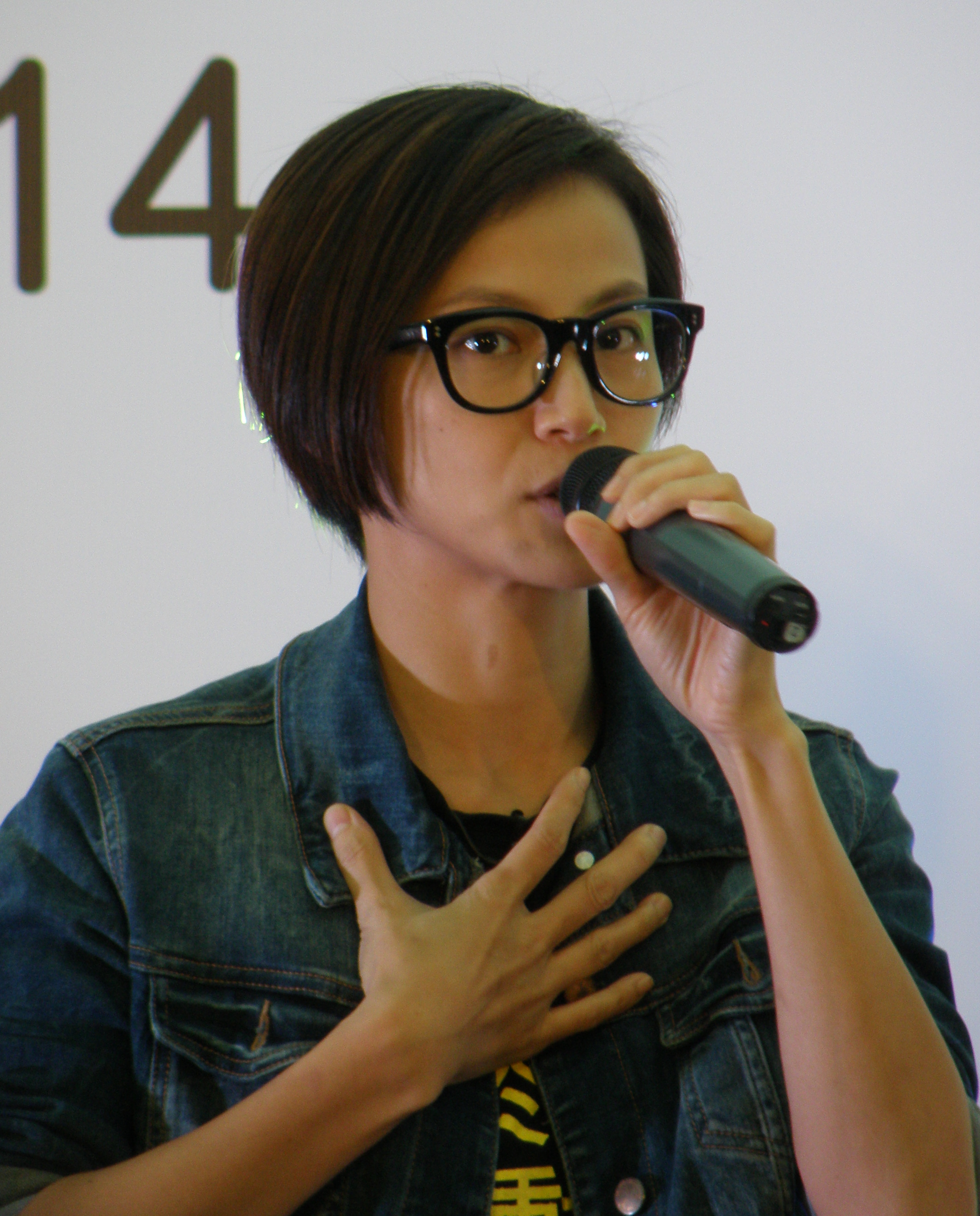
Denise Ho lors des manifestations de 2014 à Hong-Kong.

Denise Ho participe aux manifestations de 2014 à Hong Kong, et est même une des célébrités interpellées lors de ces mouvements. Sur le sujet, elle déclare : « Je n'aime pas la cupidité, l'égoïsme et l'indifférence de certaines personnes  à l'égard de ce qui se passe dans la société ».
Le 5 juin 2016, la marque française de cosmétiques Lancôme annule un concert promotionnel avec Denise Ho prévu le 19 juin à Sheung Wan. Cette mesure est prise en réponse à une campagne de boycott lancé par le Parti Communiste et par Global Times, un quotidien que ce parti contrôle. Les communistes dénigrent ses prétendues positions sur l'indépendance de Hong Kong et sur l'indépendance du Tibet. Lancôme précise également, dans un message sur Facebook post, qu'elle n'est pas un porte-parole de la marque. Les allégations sur le Tibet s'appuient sur une rencontre en mai 2016 avec le Dalaï-lama. Le retrait de Lancôme provoque une forte réaction à Hong Kong, avec des manifestations dans un centre commercial, et des appels au boycott de l'Oréal,,,,. Les magasins Lancôme de Hong Kong sont fermés par la marque pendant la manifestation,. Listerine, une autre marque que Denise Ho représente, maintient son soutien à la chanteuse.
Le 8 juillet 2019, elle intervient devant le Conseil des droits de l'homme des Nations unies, à Genève concernant la crise à Hong Kong.
Le 29 décembre 2021, elle est arrêtée par la police de Hong-Kong ainsi que six autres personnes liées au média pro-démocratie en ligne Stand News (en), accusée par le régime chinois de « publication séditieuse ». Denise Ho est membre du conseil d'administration de Stand News jusqu'à sa fermeture, décidée par le journal, en décembre.

## Discographie
- 2001 – first. (EP)
- 2002 – hocc² (EP)
- 2002 – free {love}
- 2003 – Roundup (Compilation)
- 2003 – Music is Live 03 Andy Hui X Denise Ho (許志安 X 何韻詩 2人交叉組合拉闊03) (Live Album)
- 2003 – Dress Me Up!
- 2004 – The Best of HOCC (Compilation)
- 2005 – Glamorous (艷光四射)
- 2005 – Butterfly Lovers (梁祝下世傳奇)
- 2006 – Our Time Has Come (EP)
- 2006 – HOCC – The Greatest Hits (最愛 何韻詩) (Compilation)
- 2007 – We Stand As One (Single)
- 2007 – HOCC Live in Unity 2006 (HOCC Live in Unity 2006 演唱會) (Live Album)
- 2007 – What Really Matters
- 2008 – Goomusic Collection 2004–2008 (Compilation)
- 2008 – Ten Days in the Madhouse
- 2009 – Heroes
- 2009 – HOCC Supergoo Live 2009 (HOCC Supergoo Live 2009 演唱會) (Live Album)
- 2010 – Poem and Nonsense 詩與胡說 (Single)
- 2010 – Unnamed.Poem 無名．詩 (Debut Mandarin Album)
- 2011 – Green (Single)
- 2011 – Awakening
- 2012 – Awakening (Mandarin Version)
- 2012 – All is Fair 無臉人 (Single with Bonus Track of English Version)
- 2013 – Coexistence 共存 (Mandarin Album)
- 2013 – Recollections (Cover Album)
- 2014 – Memento Live 2013 Concert (Live Album)
- 2015 – 十八種香港伊館站 REIMAGINE LIVE CD

### Chansons
ces titres sont non présents dans ses propres albums :
- 2003 – Fiery Fire (火紅火熱) (Miriam Yeung / Edmond Leung / Ronald Cheng / Denise Ho)
  - dans un album de  Ronald Cheng – 唔該， 救救我 "火紅火熱"版
- 2005 – I Am The Present (我是現在)
  - De : Seoul Raiders Original Soundtrack
- 2009 – Shameless Love (愛無愧)
  - Titre de : The Beauty of the Game
- 2011 – Chi Qing Si (癡情司)[22]
  - Titre de : Awakening

### VCDs
- 2003 – Music is Live 03 Andy Hui X Denise Ho (許志安 X 何韻詩 2人交叉組合拉闊03)
- 2005 – Good Morning! Manhattan (早安啊! 曼克頓)
- 2005 – Butterfly Lovers – The Musical (梁祝下世傳奇 舞台劇)
- 2007 – HOCC Live in Unity 2006 – We Stand As One 演唱會 Live Karaoke

### DVDs
- 2003 – Music is Live 03 Andy Hui X Denise Ho (許志安 X 何韻詩 2人交叉組合拉闊03)
- 2005 – Butterfly Lovers – The Musical (梁祝下世傳奇 舞台劇)
- 2007 – HOCC Live in Unity 2006 – We Stand As One 演唱會 Live Karaoke
- 2007 – Small Matters
- 2008 – The Decameron (十日談)
- 2009 – "Happiness is Free" Live (快樂是免費的 音樂會)
- 2009 – HOCC Supergoo Live 2009 Karaoke
- 2010 – HOCC Homecoming Live 2010
- 2012 – Awakening Documentary
- 2014 – Memento Live 2013 Concert
- 2015 – 十八種香港伊館站 REIMAGINE LIVE DVD

## Filmographie

### Longs métrages
- 1998 – Rumble Ages (烈火青春)
- 2000 – The Slayer of Demons (妖怪傳) – Voice only: Sakuya (聲演: 神木櫻夜)
- 2003 – 1:99
- 2003 – Naked Ambition (豪情)
- 2003 – Anna In Kungfuland (安娜與武林)
- 2003 : Love Under the Sun
- 2003 – Hidden Track (尋找周杰倫)
- 2006 – Superstition
- 2007 – The Simpsons Movie (阿森一族大電影) – Hong Kong Voice only: Bart Simpson
- 2008 – Kung Fu Panda (功夫熊貓) – Hong Kong Voice only: Tigress
- 2009 : Look for a Star (游龍戲鳳)
- 2010 – 72 Tenants of Prosperity
- 2010 – Merry-Go-Round
- 2011 – Kung Fu Panda (功夫熊貓) – Hong Kong Voice only: Tigress
- 2011 – Life Without Principle (La Vie sans principe) (奪命金)
- 2012 : I Love Hong Kong 2012
- 2013 – Young and Dangerous: Reloaded

### Séries TV
- 1999 – Anti-Crime Squad (反黑先鋒) as 單解心
- 2004 – Shanghai Legend (上海灘之俠醫傳奇)as 江雪
- 2005 – Henry Lau "To Russia with Love" Fashion Show
- 2010 – O.L. Supreme (女王辦公室) as Music Miu 繆惜之[23],[24]

## Spectacles
- 2001 – This Summer This Moment (森美小儀歌劇團 – 十九樓1/2的夏天)
- 2003 – A Lover's Discourse (戀人論語 – 您愛我妳不愛我)
- 2003 – Camp David (森美小儀歌劇團 – 大衛營)
- 2003 – Music is Live 03 Andy Hui X Denise Ho (許志安 X 何韻詩 2人交叉組合拉闊03)
- 2004 – Good Morning! Manhattan (森美小儀歌劇團 – 早安啊! 曼克頓)
- 2005 – Butterfly Lovers – The Musical (梁祝下世傳奇 舞台劇)
- 2005 – Chivas 903 Wyman Wong A Man & A Pen Concert (芝華士903友情夾GIG 黃偉文 A Man & A Pen 音樂會)
- 2006 – One Living Planet Music United Live 06 (世界地球日音樂會06)
- 2006 – Moto 903 Music Playground – Anthony Wong X Denise Ho X Pixeltoy (Moto 903 新樂潮拜音樂會 第三潮 – 黃耀明 x 何韻詩 x Pixeltoy)
- 2006 – (新城原聚力音樂會)
- 2006 – HOCC Neway Clour Music Live 2006 (NCM!ive 向HOCC狂呼音樂會)
- 2006 – Music is Live Golden Ten (拉闊黃金十年音樂會)
- 2006 – Summer Sault charity variety show 06
- 2006 – HOCC Live in Unity 2006 (何韻詩二零零六演唱會)
- 2006 – World Children's Day Concert (麥當勞世界兒童日2006音樂會)
- 2006 – Our Golden Hits Concert (我們的世紀金曲演唱會)
- 2007 – HOCC Live in Unity 2007 (何韻詩二零零七演唱會)
- 2007 – Metro Media HOCC & special guests (新城何韻詩好友音樂會)
- 2007 – HOCC showcase 07 MUSIC MATTERS (25–26 Aug 7)
- 2009 – SUPERGOO 2009. SAVE THE WORLD, SAVE THE DATE. (何韻詩2009SUPERGOO演唱會光明會RETURNS. SAVE THE WORLD, SAVE THE DATE.)
- 2009 – Man and Woman, War and Peace (男人與女人之戰爭與和平)
- 2010 – Riverside (Taipei 2010/7/21) 《公館河岸留言》（台北）
- 2010 – Music is Live Anthony Wong x Denise Ho x Jan Lamb (黃耀明x何韻詩x林海峰 903拉闊音樂會）
- 2011 to 2013 – Jia Baoyu/Awakening (賈寶玉)
- 2013 – HOCC Coexistence Concerts 2013 (何韻詩共存演唱會2013)
- 2013 – MEMENTO Live 2013
- 2014 – Shirley Kwan & HOCC Concert 關淑怡和何韻詩H K演唱會  (Reno, NV, USA)
- 2015 – 十八種香港 伊館站 REIMAGINE LIVE
- 2015 – 十八種香港 Live@Hidden Agenda
- 2015 – 十八種香港 Macpherson Woods 2015